# Santoche
Santoche korábbi község (település) Franciaországban, Doubs megyében. 2017. január 1-jén Doubs községgel egyesült és Pays-de-Clerval új község része lett.
Lakosainak száma 87 fő (2014. január 1.). Santoche Fontaine-lès-Clerval, Clerval és Pompierre-sur-Doubs községekkel határos.

## Népesség
A település népessége az elmúlt években az alábbi módon változott:
| Lakosok száma | 35   | 51   | 74   | 77   | 68   | 88   | 77   | 84   | 87   |
|               | 1968 | 1975 | 1982 | 1990 | 1999 | 2006 | 2011 | 2013 | 2014 |